# Rénszarvas

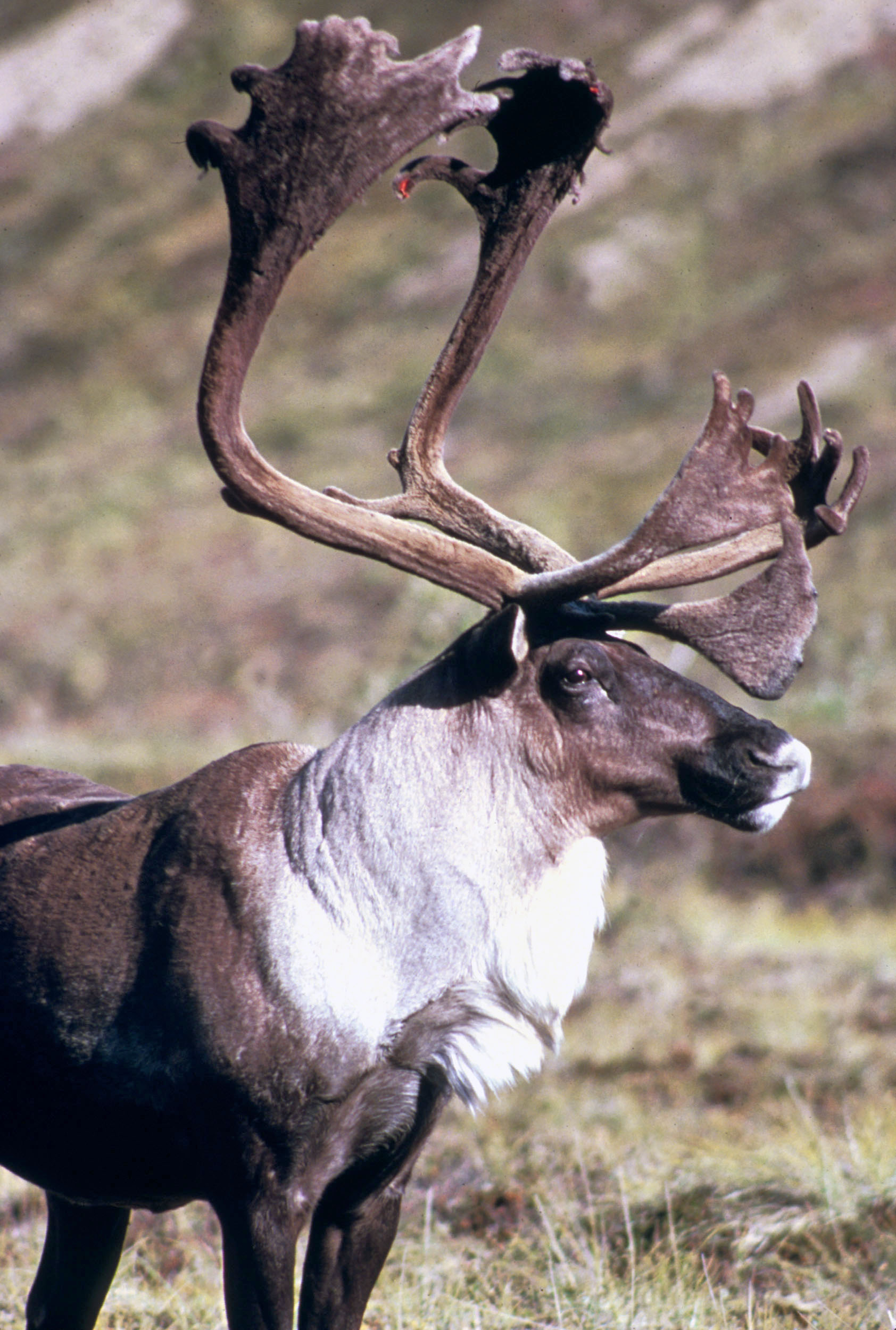
Erdei karibu (Rangifer tarandus caribou)

A rénszarvas (Rangifer tarandus) az emlősök (Mammalia) osztályának párosujjú patások (Artiodactyla) rendjébe, ezen belül a szarvasfélék (Cervidae) családjába és az őzformák (Capreolinae) alcsaládjába tartozó faj.
Európában tarándszarvas és iramszarvas, Észak-Amerikában karibu néven is ismerik. Nyelvújítás kori magyar neve (nyargalóc) nem terjedt el. Körülbelül 800 000 évesek az első ismert tarándszarvas-leletek, megjelenésük a Günz–Mindel-interglaciálishoz köthető. Őseik és közelebbi fejlődéstörténetük egyelőre ismeretlen.
Nemének egyetlen faja.

## Faji nevének eredete
Pszeudo-Arisztotelész szerint a tarandosz (ταρανδος) nevezetű jószág a budinok, illetve gelónok országában él. (Télfy szerint a szóban forgó állat jávorszarvas vagy rénszarvas, iramszarvas. A habarcz szó jelentése pedig polip.)
„A gelónoknak nevezett scytháknál van valamely rendkívüli ritkaságu vadállat, mely tarandus-nak (jávorszarvas vagy iramszarvas) neveztetik. Azt mondják, hogy szőrének színét váltóztatja azon hely szerint, a melyen találkozik. S ezért nehezen megfogható; mert a fák és vidékek színét veszi föl. Legcsudálatosabb pedig az, hogy szőrét változtatja; mert a többi állatok a bőrt változtatják, péld. a chamäleon és a habarcz. Nagysága olyan mint az ököré. Pofájának alakja pedig hasonló a szarvaséhoz.” – A hallott csodákról, XXX. szakasz (Télfy János fordítása).
A szóban forgó állat nevét Alexandriai Hészükhiosz is szkítaként jegyzi. A szó jelentése szerinte szarvashoz hasonló állat.

## Előfordulása
Skandináviában, Oroszország északi területein, illetve Kanadában és Alaszkában honos, Grönlandra és Izlandra is betelepítették. Legdélibb alfajuk a mongol Ujgurföldön él. Elterjedési területe tehát hatalmas, s nemrégiben még hatalmasabb volt. A történelmi időkben Lengyelországban és Németország egyes vidékein is, a jégkorszakok idején pedig a mai Magyarország területén is előfordult.
Megpróbálkoztak a rénszarvas betelepítésével a déli félteke megfelelőnek vélt sarki területein is, így Déli-Georgián és a francia déli területek részét képző Kerguelen-szigeteken is, de a déli féltekén sehol sem sikerült igazán meghonosítani.
Az észak-amerikai alfajokat összefoglaló néven karibunak, az eurázsiaiakat pedig tarándszarvasnak nevezzük, a rénszarvas elnevezés igazából a háziasított tarándszarvast jelenti.

## Alfajai
- Rangifer tarandus buskensis (Millais, 1915): Oroszországban és a környező régiókban él. Erdőlakó.
- Rangifer tarandus caboti (G. M. Allen, 1914)
- Erdei karibu (Rangifer tarandus caribou – Gmelin, 1788): Észak-Amerika erdős területein él, délen Maine-ig és Washingtonig. Teljesen eltűnt az eredeti lelőhelyeiről; ahol még él, ott veszélyeztetettnek tekintik.
- †Queen Charlotte-szigeteki karibu (Rangifer tarandus dawsoni – Thompson-Seton, 1900): egykoron a Queen Charlotte-szigeteken, azaz a nyugat-kanadai partok mentén élt.
- †Sarkvidéki rénszarvas (Rangifer tarandus eogroenlandicus – Degerbøl, 1957): egy kelet-grönlandi állomány volt, mely 1900 óta teljesen kihalt.
- Finn erdei rénszarvas (Rangifer tarandus fennicus – Lönnberg, 1909): vad erdei rénszarvas. Csak a finn-skandináv területen található, ott is mindössze két helyen: a finn/orosz Karéliában, és egy kis állomány Dél-Finnország közepén. A karéliai állomány egy része mélyen orosz területeken is megtalálható, olyan messze a szokásos életterétől, hogy felvetődik a kérdés, hogy ezek az állatok még a fennicus fajta részét képezik-e.
- Grant karibu (Rangifer tarandus granti – J. A. Allen, 1902): Alaszkában és Északnyugat-Kanada területén él.
- Hegyi karibu (Rangifer tarandus groenlandicus – Borowski, 1780): Észak-Kanadában és Grönlandon honos. Ez a legnagyobb számban élő észak-amerikai alfaj.
- Rangifer tarandus osborni (J. A. Allen, 1902): Kanada Brit Columbia tartományában él.
- Novaja Zemlja-i rénszarvas (Rangifer tarandus pearsoni – Lydekker, 1903): Novaja Zemlja szigetén él.
- Peary karibu (Rangifer tarandus pearyi – J. A. Allen, 1902): Kanada sarkvidéki részein található, főleg a szigeteken él. Súlyosan veszélyeztetett alfaj, melyet majdnem tiszta fehér szőrzete miatt majdnem teljesen kiirtottak.
- Mandzsúriai rénszarvas (Rangifer tarandus phylarchus – Hollister, 1912): elterjedési területe Mandzsúria, Usszuri-föld, az Amur-vidék, Kamcsatka és a Szahalin-sziget.
- Svalbard rénszarvas (Rangifer tarandus platyrhynchus – Vrolik, 1829): a Spitzbergákon található. A rénszarvas legkisebb méretű alfaja.
- Szibériai tundra rénszarvas (Rangifer tarandus sibiricus – Murray, 1866): Szibéria északi részén él.
- Vad rénszarvas (Rangifer tarandus tarandus – Linnaeus, 1758): teljesen eloszlik a tundra biomban az egész eurázsiai földrészen, beleértve Skandináviát is.
- Rangifer tarandus terraenovae (Bangs, 1896)
- Szibériai erdei rénszarvas (Rangifer tarandus valentinae – Flerov, 1933): orosz hegységekben él, például az Urálban és az Altajban.

## Megjelenése
Testét csokoládébarna, fekete, illetve fehéresszürke szőrzet borítja. A világosabb színű szőrzet leginkább a nyaktájékra és az állat farára jellemző, de az egyes testtájakat borító szőrzet színárnyalata igen változatos, általában jellemző egy adott földrajzi területre. Feltűnő jellegzetessége, hogy patái különösen szélesek, laposak, annak érdekében, hogy az állat ne süppedjen bele a hóba és a mocsárba. Futás közben ízületei kattogó hangot adnak. Az agancs a legtöbb szarvasra jellemző, ám a rénszarvas különleges amiatt, hogy nemcsak a bikáknak, hanem a teheneknek is van agancsuk. A rénszarvasok testméretei is igen különbözőek lehetnek: testhosszuk 120–220 cm, marmagasságuk 87–140 cm, testtömegük pedig 60–318 kg.

## Életmódja
Csapatokban, csordákban jár, s így vonul nyaranta az északabbra fekvő területekre. A csapat vezetője legtöbbször egy öreg, tapasztalt nőstény.
Nem válogatós: füvek, levelek, lágy szárú növények, rügyek, erdei gyümölcsök, gombák, zuzmók szerepelnek az étlapján. Az állati eredetű táplálékot (tojás, kisemlősök) sem veti meg. A táplálékát télen a hó alól kotorja elő.

## Szaporodása
Vemhességi ideje 228 nap, ellésenként jobbára csak egyetlen utód születik. Az 5–11 kg-os újszülött szarvasborjú alig egy órával megszületése után már lábra áll és követi anyját, néhány napon belül pedig már csaknem ugyanolyan gyorsan tud szaladni, mint a kifejlett állatok: akár 60–80 km-es óránkénti sebességgel. A fiatalok 18-30 hónapos korukban válnak ivaréretté.

## Szarvas szarv nélkül?
Sokan különösnek tartják, hogy a szarvasnak nem szarva, hanem agancsa van. Az agancs szavunk nagyon „fiatal”, csupán 100 éves, a nyelvújítás korában ugyanis még nem különböztették meg a szarvat és az agancsot. Pedig a különbség óriási: az üreges szarv a koponyával összenőtt szarvcsapból és az azt körülölelő szaruhüvelyből áll, ami az alapjánál folyamatosan nő. Ezzel szemben a csontalapú agancsot a szarvasfélék évente levetik, majd újranövesztik. A növekedés alatt az agancsot egy dúsan erezett bőrréteg, a háncs fedi: ezen keresztül jutnak a tápanyagok az agancs csúcsába, ahol a tulajdonképpeni növekedés történik. Mikor az agancs elérte a végleges hosszát, az agancscsont elhal, és az azt fedő bőr elszárad. Ezt a bőrt a szarvas ledörzsöli. Az agancsváltás előtt a leválási helynél a csontállomány lebomlik, és az agancs könnyen leválik. Néhány nap múlva a rózsatőn újra megjelenik a bőr, és elkezd nőni az új agancs.
A rénszarvas agancsa nemcsak azért különleges, mert a tehenek is viselnek ilyen fejéket, hanem azért is, mert igen változatos, érdekes alakú lehet. Sok rénszarvasnál például előfordul, hogy az agancs egyik ága (a gímszarvas szemágának megfelelő ág) lapátszerűen előremered. Az is gyakori, hogy az agancs a koronát alkotó ágak alatt hosszú szakaszon nem ágazik el, így a korona egyfajta „nyélen” ül.

## Érdekességek
A sarkvidéki népek a tarándszarvast már ősidők óta vadásszák. Az eszkimók még mindig az ősi vadászati módszert alkalmazzák, kihasználva a szarvasok gyenge látását. A szarvasok vonulási útvonalán ember formájú kőtömböket állítanak fel, ezekkel a réneket zárt völgykatlanokba terelik, ahol az egész csordát lemészárolják.
Eurázsiában már legalább háromezer esztendeje háziasították. A tundrán és a tajgában, ahol más háziállatok használhatatlanok lennének, a rénszarvas a legjobb igásállat, húst és tejet ad, prémjét felhasználják ruhák és sátrak készítésére, csontja és ina különféle szerszámokhoz nyersanyag. Igazi univerzális háziállat.

## Képek

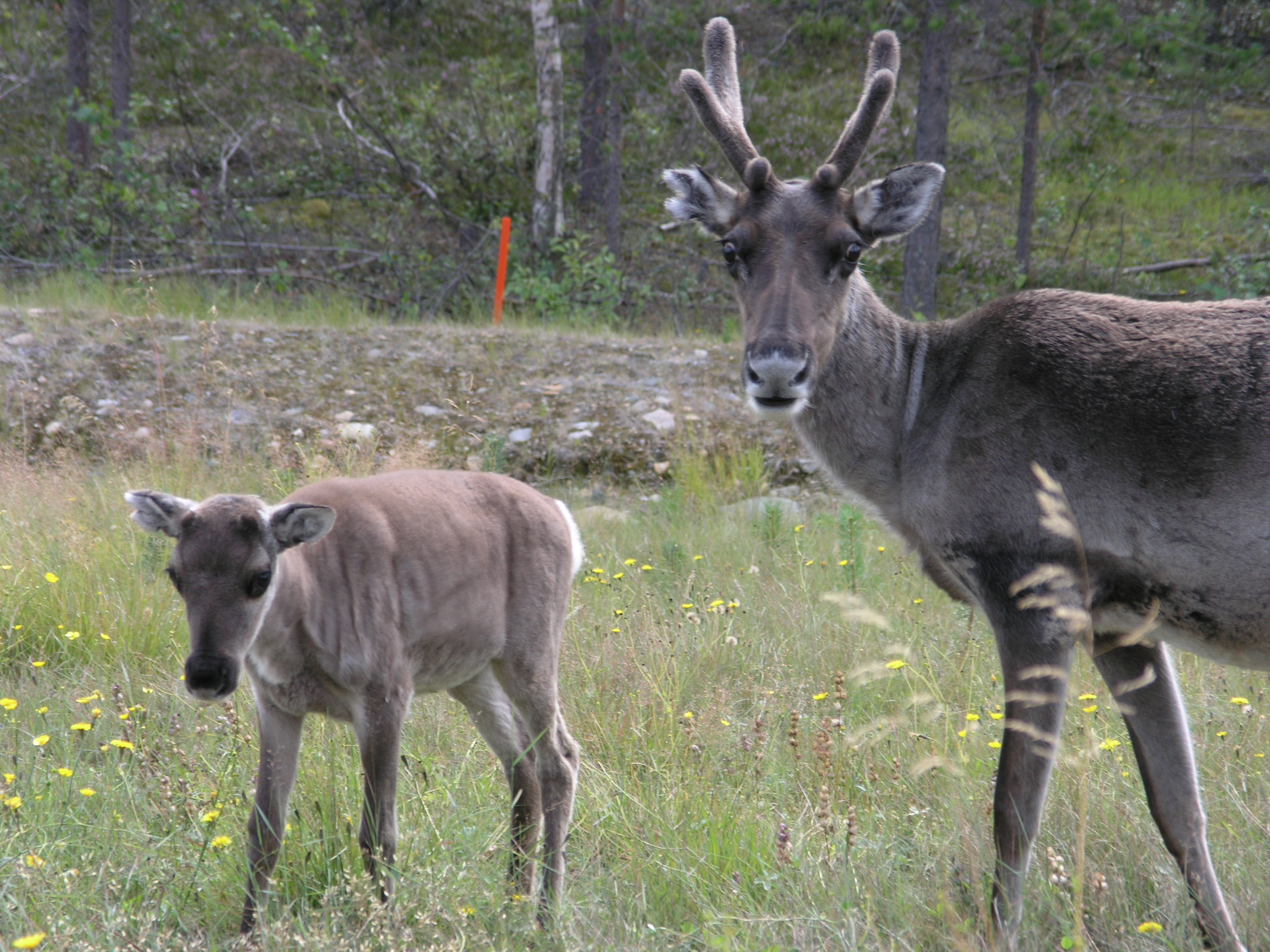
Rénszarvas tehén a borjával
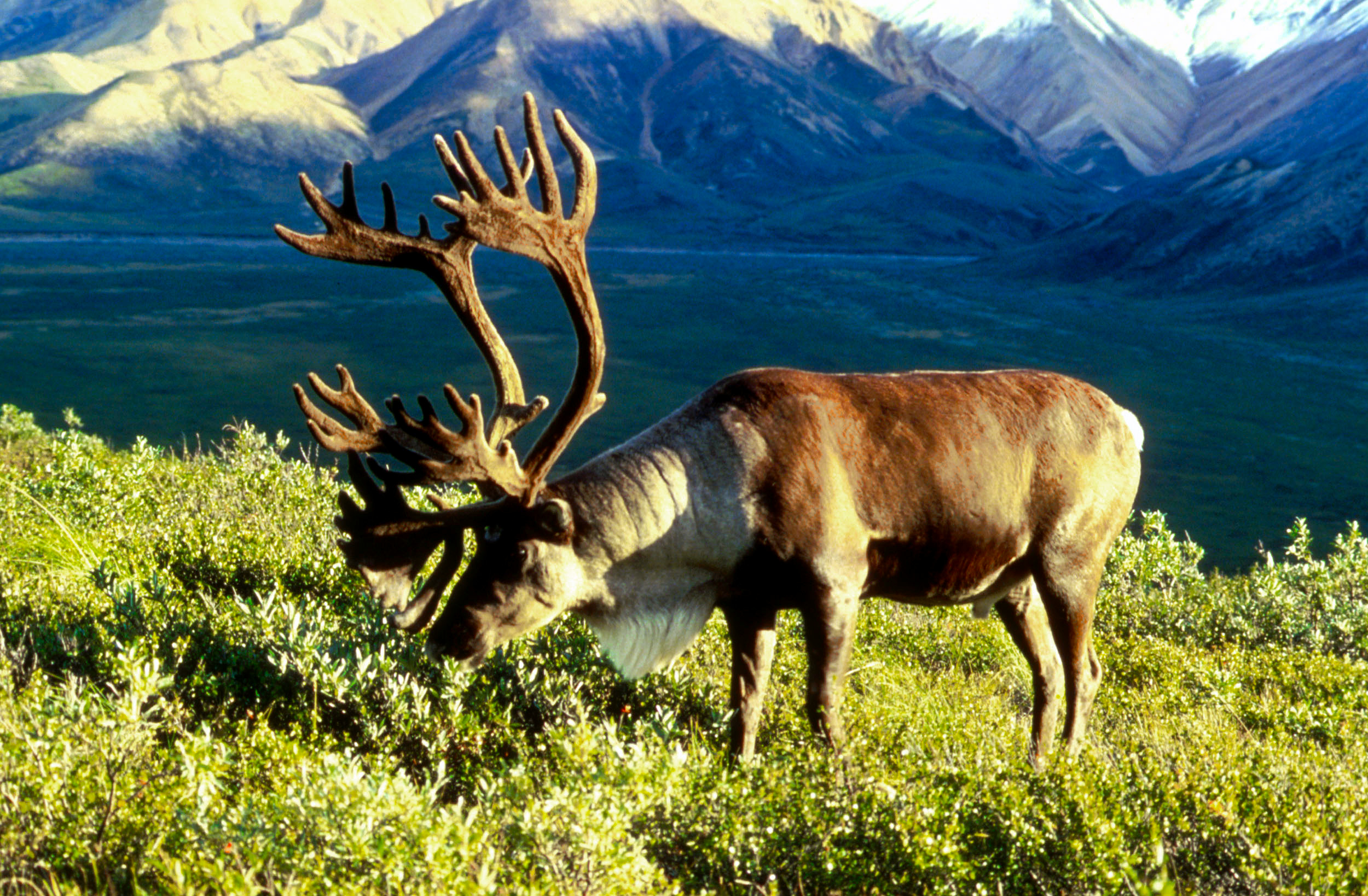
Karibu
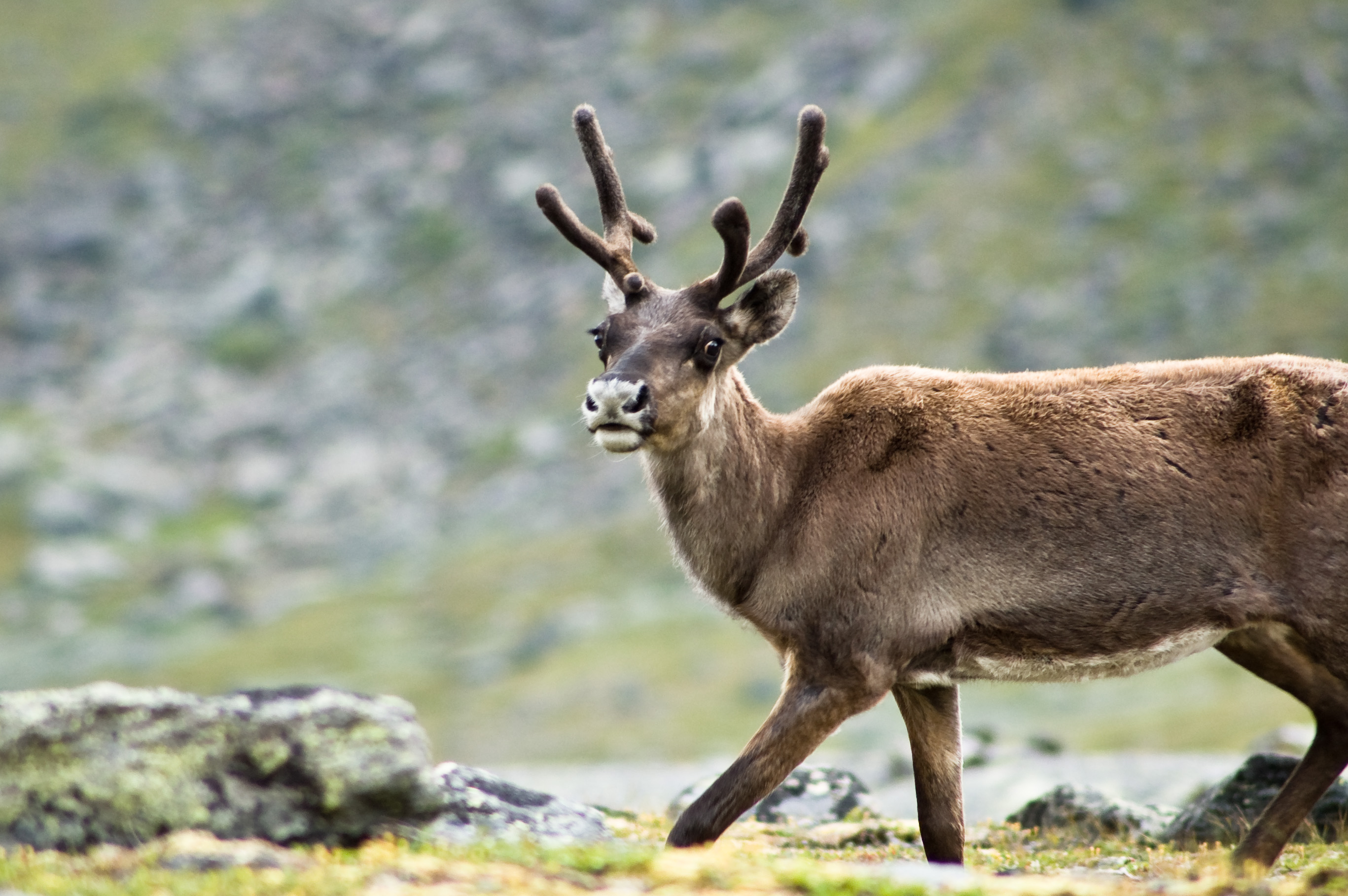
Vízparton

## Könyvek
- Knud Rasmussen: Thulei utazás
- Duncan Pryde: Most már eszkimó vagy!
- Sten Bergman: Kamcsatka ősnépei, vadállatai és tűzhányói között
- E. W. Pfizenmayer: Kelet-Szibéria ősvilága és ősnépei
- Geraszim Uszpenszkij: Védett erdők sűrűjében
- Ludwig Kohl-Larsen: Rénszarvasok nyomában